# Большаков, Алексей Алексеевич (певец)
Алексей Алексеевич Большаков (1914—1979) — российский, советский оперный певец, баритон. Народный артист РСФСР (1971).

## Биография
Родился 15 сентября 1914 года в селе Обшаровка (ныне входит в Сельское поселение Обшаровка) Самарской губернии в семье крестьянина (в день рождения ребёнка его отец погиб на фронте).
Окончил в Самаре строительный техникум, работал на стройках. В 1935 году поступил одновременно на дневное отделение Куйбышевского строительного института и вечернее отделение музыкального училища (класс вокала).
В 1940—1941 годах — солист Красноармейского ансамбля Приволжского военного округа. Участвовал в Великой Отечественной войне.
В 1945—1946 годах — в труппе Куйбышевского театра оперы и балета. В 1946—1953 годах — солист Свердловского театра оперы и балета (одновременно занимается на вечернем вокальном отделении Уральской государственной консерватории).
В 1953—1975 годах — солист Большого театра в Москве. В это время участвовал в качестве солиста в нескольких оперных записях.
В 1961 году удостоен звания заслуженного артиста РСФСР. 
В 1971 году удостоен звания народного артиста РСФСР. В 1975 году оставил сцену.
В 1973—1979 гг. преподавал в Московской консерватории (класс оперного пения) и в музыкальном училище при ней. Одновременно с 1977 года — заведующий оперной стажёрской группы Большого театра.
Урна с прахом захоронена в колумбарии Ваганьковского кладбища.

## Награды
- орден Трудового Красного Знамени (25.05.1976)[1]
- орден «Знак Почёта» (15.09.1959)
- Народный артист РСФСР (1971)
- Заслуженный артист РСФСР (1961)

## Записи
- 1958 — Николай Римский-Корсаков, опера «Сказка о царе Салтане» (2-й корабельщик), дирижёр — Василий Небольсин
- 1963 — Николай Римский-Корсаков, опера-балет «Млада» (Жрец Радегаста), дирижёр — Евгений Светланов
- 1963 — Сергей Рахманинов, поэма «Колокола», дирижёр — Кирилл Кондрашин
- 1967 — Джакомо Пуччини, опера «Мадам Баттерфляй» (Шарплес), дирижёр — Марк Эрмлер
- 1968 — Джузеппе Верди, опера «Травиата» (Жермон), дирижёр — Борис Хайкин